# Aristoteles-universiteit van Thessaloniki
De Aristoteles-universiteit van Thessaloniki (Grieks: Αριστοτέλειο Πανεπιστήμιο Θεσσαλονίκης) is de grootste universiteit van Griekenland en de Balkan. Ze werd naar de filosoof Aristoteles vernoemd en de campus beslaat een oppervlakte van 230.000 m² in het centrum van de stad Thessaloniki. Sommige onderwijs- en administratiefaciliteiten zijn om praktische redenen niet op de campus gevestigd.
Meer dan 95.000 studenten studeren aan de Aristoteles-universiteit, van wie 86.000 in basisopleidingen en 9.000 in voortgezette opleidingen. Verder telt de universiteit 2.248 onderwijs- en onderzoekspersoneelsleden (716 hoogleraren, 506 hoofddocenten, 576 docenten en 450 lectoren), 84 wetenschappelijke lesgevers en 275 bijzondere laboratoriumlesgevers. Dit wordt verder ondersteund door de 309 bijzondere technische laboratoriumlesgevers en 1028 administratieve personeelsleden.
De onderwijstaal is Grieks, maar er zijn een aantal vakken voor internationale studenten die in het Engels, Frans en Duits worden gegeven.

## Geschiedenis
De Aristoteles-universiteit van Thessaloniki werd als tweede universiteit van Griekenland (na de Universiteit van Athene) opgericht in 1925 tijdens de regeerperiode van Alexandros Papanastasiou.
Volgens de plannen van Eleftherios Venizelos net na de Eerste Wereldoorlog zou Smyrna (het huidige İzmir) de plaats worden van de vestiging van de tweede Griekse universiteit, terwijl de derde universiteit in Thessaloniki zou komen te liggen. Hoe dan ook maakte Smyrna geen deel uit van Griekenland op dat moment en de plannen gingen uiteindelijk toch niet door als gevolg van de Grieks-Turkse Oorlog van 1919 tot 1922 in Klein-Azië. In 1924 besloot Alexandros Papanastasiou toch tot de oprichting van een universiteit in het noorden van Griekenland om de plaatselijke economie en cultuur een hand toe te steken.
De chronologische ontwikkeling van de universiteit kan opgedeeld worden in drie fases, waarvan elk een periode van ongeveer 25 jaar inneemt. De huidige naam van de universiteit bestaat evenwel pas sinds 1954.
Tijdens de eerste fase (1926-1950) concentreerde de verdere uitbouw op die scholen die algemeen aanvaard waren om één onderwijsinstelling uit te maken. Het gaat over de Faculteit Filosofie, de Faculteit Fysica en Wiskunde, de Faculteit Rechtsgeleerdheid en Economische Wetenschappen, de School voor Theologie en de School voor Geneeskunde. De universiteit werd voor een groot deel gebouwd op de vroegere Joodse begraafplaats van Thessaloniki, die met instemming van de Duitse bezetter in 1942 werd geruimd.
Het einde van deze eerste fase van ontwikkeling kwam tot stand met de oprichting van de Faculteit Dierengeneeskunde in 1950. Dit was voor een lange tijd de enige faculteit in dierengeneeskunde in Griekenland. Na deze periode werden enkele van de eerder genoemde faculteiten uitgebreid door de integratie van meer departementen. De Departementen Farmacie en Tandheelkunde werden respectievelijk opgericht in 1955 en 1959, en werden overgebracht naar de School voor Geneeskunde. De Faculteit Filosofie werd eveneens uitgebreid door de integratie van de Instituten voor Vreemde Talen (Engels, Frans, Duits en Italiaans).
In de tweede fase (1951-1975) ging meer aandacht uit naar de Faculteit Ingenieurswetenschappen (ook wel Polytechnische Faculteit genoemd). In het begin bestond deze faculteit uit een onafhankelijk instituut met de naam Polytechnische of Technische Universiteit. Vandaar dat gedurende de eerste vijftig jaren van haar bestaan de Aristoteles-universiteit uit twee verschillende instituten bestond die onafhankelijk van elkaar werkten. Vervolgens werden deze twee onderwijsinstellingen verenigd. De verscheidene Scholen binnen de Faculteit Ingenieurswetenschappen werden opgericht in een deze volgorde: de School voor Burgerlijke ingenieurswetenschappen (1955-1956), de School voor Architectuur (1956-1957), de School voor Rurale en Landmeetkundige ingenieurswetenschappen (1962-1963), de School voor Chemische technologie (1972-1973), de School voor Wiskunde, Fysica en Computerwetenschappen (1982-1983) en de School voor Stedelijk-Regionaal Plannen en Ontwikkelingsingenieurswetenschappen (2004). De School voor Werktuigkundige en Elektrische ingenieurswetenschappen werd opgesplitst in de twee onafhankelijke scholen in 1976.
Ten slotte werden tijdens de derde fase (1975-heden) nieuwe scholen en departementen op poten gezet, samen met de eerder genoemde ingenieursscholen. Verder verwierf de universiteit een klein aantal departementen die in het verleden als onafhankelijk instellingen voor hoger onderwijs functioneerden. In deze periode werd de Faculteit Schone kunsten in het leven geroepen, samen met haar samenstellende Scholen voor Theater, Filmstudies, Muziekstudies, en Visuele en Toegepaste Kunsten. Daarnaast werden de School voor Journalistiek en Massamediastudies en de School voor Lichamelijke opvoeding en Sportwetenschappen in werking gesteld als onafhankelijke scholen. Deze derde ontwikkelingsfase werd meer algemeen niet enkel gekenmerkt door de oprichting van nieuwe faculteiten, scholen en departementen, maar ook door vele grote veranderingen in de structuur van de universiteit zelf. Deze veranderingen zijn onder meer de depromovering van sommige voormalige faculteiten tot scholen of departementen en de promovering van anderen.
Vandaag bestaat de Aristoteles-universiteit uit 12 faculteiten, 36 scholen en talrijke andere eenheden (laboratoria, studieruimten, bibliotheken, ziekenhuizen, onderzoekscentra,...), wat het de grootste in Griekenland en het zuidoosten van Europa maakt in termen van aantal personeelsleden, aantal studenten in basis- en voortgezette opleidingen, en de aangeboden faciliteiten.

## Departementen en faculteiten

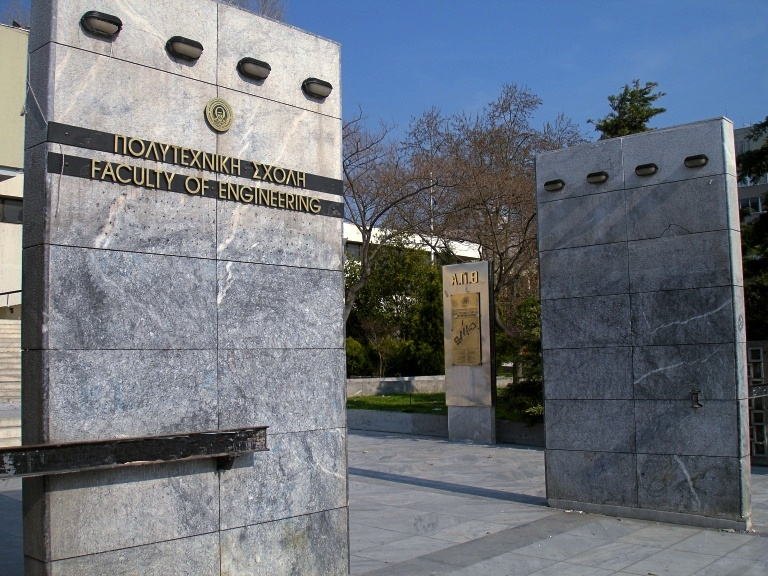
De poort van de ingenieursfaculteit van de universiteit.

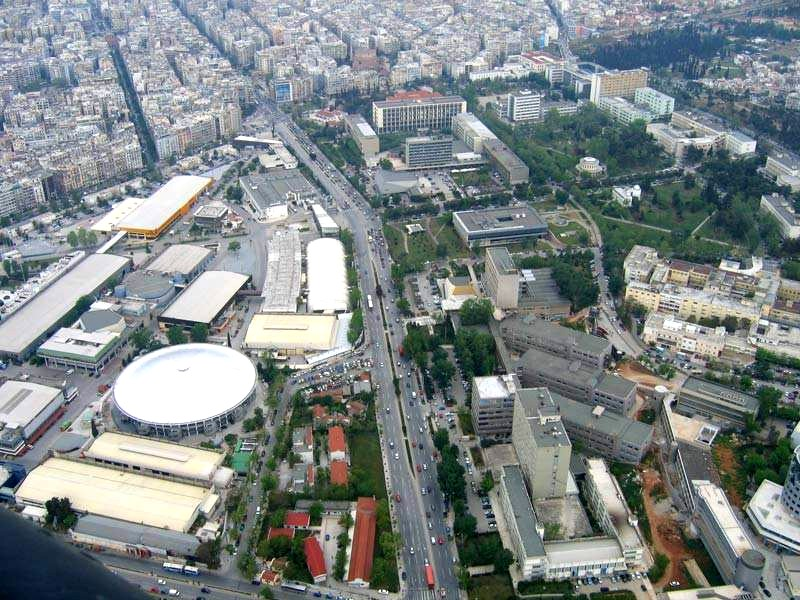
Luchtfoto van het centrum van Thessaloniki. Rechts bevindt zich de universiteit.

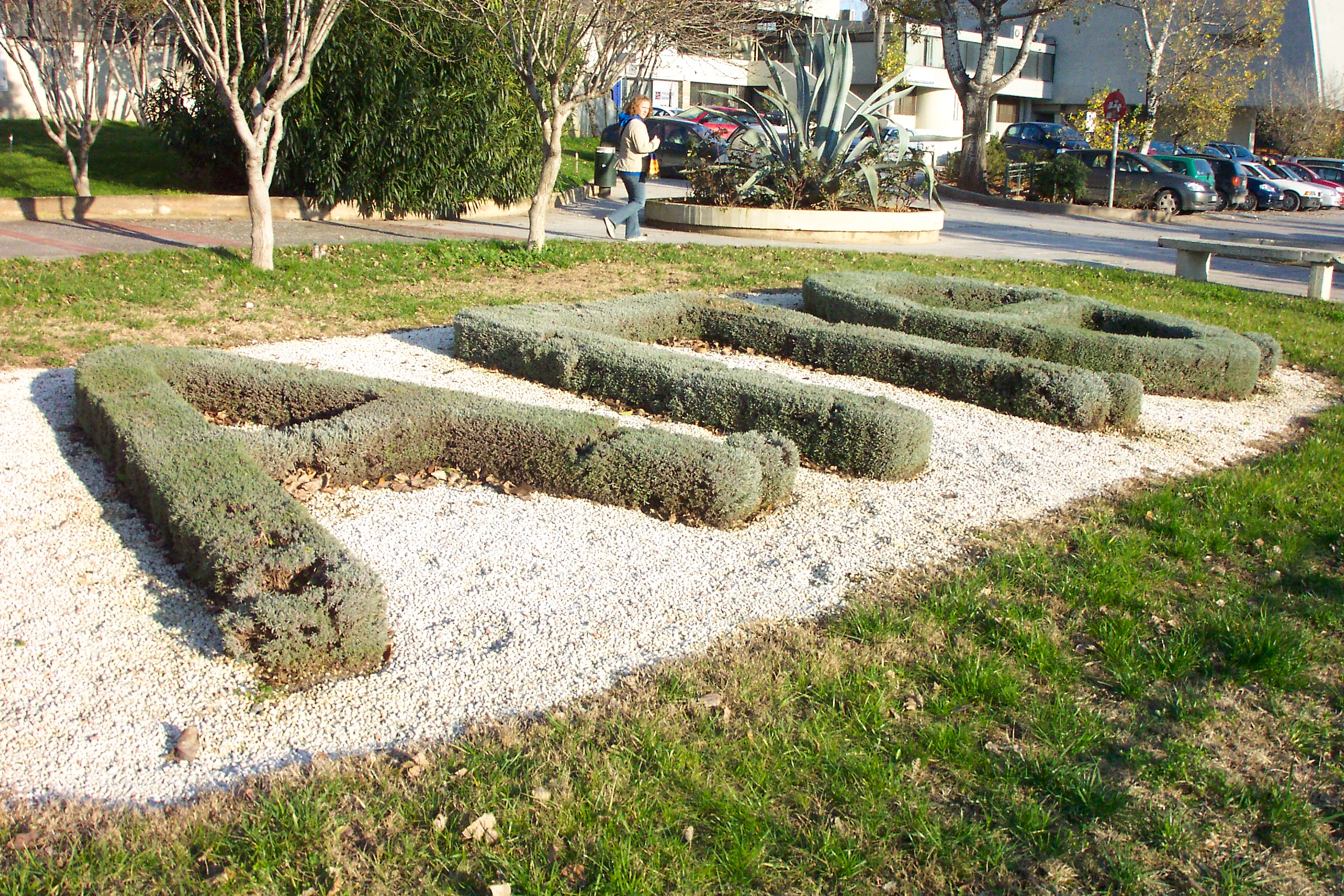
ΑΠΘ letters in het Grieks

De universiteit beschikt over 12 faculteiten, bestaande uit 36 scholen:
- Faculteit Landbouw
- Faculteit Tandheelkunde
- Faculteit Lerarenopleiding
  - School voor Onderwijs in de Vroege Kindertijd
  - School voor Lager Onderwijs
- Faculteit Ingenieurswetenschappen
  - School voor Architectuur
  - School voor Chemische technologie
  - School voor Burgerlijk ingenieurswetenschappen
  - School voor Elektrisch ingenieurswetenschappen en Computerwetenschappen
  - School voor Werktuigkundige ingenieurswetenschappen
  - School voor Wiskunde, Fysica en Informatica
  - School voor rurale en Landmeetkundige ingenieurswetenschappen
  - School voor Ruimtelijke Planning en Ontwikkelings-ingenieurswetenschappen
- Faculteit Schone kunsten
  - School voor Theater
  - School voor filmstudies
  - School voor Muziekstudies
  - School voor Visuele en Toegepaste Kunsten
- Faculteit boswetenschappen en de Natuurlijke Omgeving
- Faculteit Rechtsgeleerdheid, Economische wetenschappen en Politieke wetenschappen
  - School voor Economische wetenschappen
  - School voor Rechtsgeleerdheid
  - School voor Politieke wetenschappen
- Faculteit Geneeskunde
- Faculteit Wetenschappen
  - School voor Biologie
  - School voor Chemie
  - School voor Geologie
  - School voor Informatica
  - School voor Wiskunde
  - School voor Fysica
- Faculteit Filosofie
  - School voor de Engelse taal en Literatuur
  - School voor de Franse taal en Literatuur
  - School voor de Duitse taal en Literatuur
  - School voor Geschiedenis en Archeologie
  - School voor de Italiaanse taal en Literatuur
  - School voor Filologie
  - School voor Filosofie en Pedagogiek
  - School voor Psychologie
- Faculteit Theologie
  - School voor Ecclesiastische en Sociale Theologie
  - School voor Theologie
- Faculteit Dierengeneeskunde
- Onafhankelijke scholen
  - School voor Journalistiek en Massamediastudies
  - School voor Farmaceutische wetenschappen
  - School voor Lichamelijke opvoeding en Sportwetenschappen

Opmerkingen:
1. De faculteit ingenieurswetenschappen is ook bekend onder de naam Polytechnische Faculteit.
2. De School voor Stedelijk-Regionaal Plannen en Ontwikkelings-ingenieurswetenschappen is gevestigd in Berroia.
3. De faculteit geneeskunde is verbonden aan het universitair ziekenhuis aldaar.
4. Filosofie wordt normaal samen onderwezen met pedagogie aan Griekse universiteiten, in tegenstelling tot buitenlandse universiteiten.[6]
5. Een deel van de School voor Lichamelijke Opvoeding en Sportwetenschappen is gevestigd in Serres.
6. Op 7 mei 2015 ontving Ferjan Ormeling een eredoctoraat van de Aristoteles-universiteit van Thessaloniki.

## Aristoteles-universiteit van Thessaloniki Alumni
- Athenagoras Peckstadt
- Maria Vlasiou, in 2021 hoogleraar wiskunde aan de TU Twente